# TACA-International-Airlines-Flug 390
Der TACA-International-Airlines-Flug 390 (Flugnummer IATA: TA390, ICAO: TAI390, Funkrufzeichen: TACA 390) war ein internationaler Linienflug der TACA aus El Salvador von San Salvador nach Miami mit Zwischenstopps in Tegucigalpa und San Pedro Sula. Am 30. Mai 2008 ereignete sich auf diesem Flug ein schwerer Flugunfall, als ein Airbus A320-233 bei der geplanten Zwischenlandung das Landebahnende am Flughafen Tegucigalpa überrollte, wobei fünf Menschen getötet wurden.

## Flugzeug
Bei dem verunglückten Flugzeug handelte es sich um einen Airbus A320-233, der zum Zeitpunkt des Unfalls 7,5 Jahre alt war. Die Maschine mit der Werknummer 1375 wurde im Herbst des Jahres 2000 im Airbus-Werk Clément Ader am Flughafen Toulouse-Blagnac in Frankreich endmontiert und absolvierte ihren Erstflug am 29. November 2000 mit dem Testkennzeichen F-WWIM, ehe sie am 30. Januar 2001 mit dem US-amerikanischen Luftfahrzeugkennzeichen N465TA neu an die TACA International Airlines ausgeliefert wurde, welche die Maschine von der Wells Fargo Bank Northwest leaste. Im Juli 2001 wurde die Maschine an die Cubana verleast, ehe sie zum September desselben Jahres wieder in die Flotte der TACA zurückkehrte. Ab dem Jahr 2006 gehörte die Maschine nicht mehr einem US-amerikanischen, sondern einem irischen Leasinggeber, sodass sie zum 24. März 2006 auf das irische Luftfahrzeugkennzeichen EI-TAF für die TACA umgemeldet wurde. Zum 1. Mai 2007 verleaste die Fluggesellschaft die Maschine an die Martinair weiter, ehe der Airbus im März 2008 wieder in die Flotte der TACA wiederaufgenommen wurde. Das zweistrahlige Mittelstrecken-Schmalrumpfflugzeug war mit zwei Triebwerken des Typs IAE V2527E-A5 ausgestattet. Zum Zeitpunkt des Unfalls hatte die Maschine eine kumulierte Betriebsleistung von 21.957 Betriebsstunden bei 9.992 Starts und Landungen absolviert.

## Passagiere und Besatzung
Den Flug auf dem ersten Flugabschnitt von San Salvador nach Tegucigalpa hatten an diesem Morgen 118 Passagiere angetreten. Es befand sich eine sechsköpfige Besatzung an Bord, bestehend aus einem Flugkapitän, einem Ersten Offizier und vier Flugbegleiterinnen. Der 40-jährige, salvadorianische Flugkapitän Cesare Edoardo D’Antonio Mena verfügte über 11.899 Stunden Flugerfahrung, von denen er 8.514 Stunden mit dem Airbus A320 absolviert hatte. Er war zuvor 52-mal auf dem Flughafen Tegucigalpa gelandet. Der 26-jährige, honduranische Erste Offizier Juan Rodolfo Artero Arevalo verfügte über 1.607 Stunden Flugerfahrung, wovon er 250 Stunden mit dem Airbus A320 absolviert hatte. Auf dem Flughafen Tegucigalpa war er zuvor fünfmal gelandet. Die vier Flugbegleiterinnen hatten allesamt die honduranische Staatsbürgerschaft.
| Staatsangehörigkeit | Passagiere | Besatzung | Gesamt |
| ------------------- | ---------- | --------- | ------ |
| Honduras            | 60         | 5         | 65     |
| Costa Rica          | 9          | -         | 9      |
| Argentinien         | 8          | -         | 8      |
| Guatemala           | 7          | -         | 7      |
| Vereinigte Staaten  | 5          | -         | 5      |
| Nicaragua           | 3          | -         | 3      |
| El Salvador         | 3          | 1         | 4      |
| Mexiko              | 3          | -         | 3      |
| Brasilien           | 2          | -         | 2      |
| Kanada              | 2          | -         | 2      |
| Kolumbien           | 2          | -         | 2      |
| Spanien             | 1          | -         | 1      |
| Georgien            | 1          | -         | 1      |
| Deutschland         | 1          | -         | 1      |
| Italien             | 1          | -         | 1      |
| Uruguay             | 1          | -         | 1      |
| fehlende Angabe     | 8          | -         | 8      |
| Gesamt              | 118        | 6         | 124    |

## Unfallhergang
Die Maschine startete um 9:05 Uhr Ortszeit in San Salvador. Um 09:40 Uhr setzten die Piloten den Airbus für die Zwischenlandung auf der Landebahn 02 des internationalen Flughafens Toncontín in Tegucigalpa auf. Obwohl die Schubumkehr beidseitig aktiviert und die Störklappen ausgefahren waren, überrollte die Maschine mit einer Geschwindigkeit von 54 Knoten (100 km/h) das Landebahnende und stürzte eine 20 Meter tiefe Böschung herunter auf eine Straße neben dem Flughafen. Sie kreuzte die Straße, stieß dabei mit drei Fahrzeugen zusammen und prallte anschließend gegen einen Berghang. Der Rumpf der Maschine brach an drei Stellen auseinander, es kam jedoch zu keinem Brand.

## Opfer
Bei dem Unfall wurden 65 Insassen der Maschine verletzt und drei weitere getötet. Einem Augenzeugen zufolge hatten die Insassen der Business Class die schwersten Verletzungen erlitten. Unter den drei Todesopfern an Bord der Maschine befanden sich der Flugkapitän Cesar D’Antonio, die Ehefrau des brasilianischen Botschafters in Honduras, Brian Michael Fraser Neele, welcher bei dem Unfall selbst Verletzungen erlitten hatte, sowie der Präsident der zentralamerikanischen Bank für wirtschaftliche Integration, Harry Brautigam. Brautigam starb, kurz nachdem er aus den Trümmern der Maschine geborgen worden war, im Krankenhaus an einem Herzanfall. Am Boden wurden zwei weitere Personen getötet, darunter der Fahrer eines Taxis, mit welchem der Airbus zusammengestoßen war.
| Staatsangehörigkeit | Passagiere | Besatzung | Opfer am Boden |
| ------------------- | ---------- | --------- | -------------- |
| Honduras            | -          | -         | 2              |
| El Salvador         | -          | 1         | -              |
| Brasilien           | 1          | -         | -              |
| Nicaragua           | 1          | -         | -              |

## Ursache
Die honduranischen Behörden überließen die Ermittlungen der Zivilluftfahrtbehörde von San Salvador. Die Ermittler stellten fest, dass die Maschine mit einer Rückenwindkomponente von 12 Knoten gelandet worden war. Der Aufsetzpunkt habe sich 400 Meter hinter der verschobenen Landebahnschwelle der Landebahn 02 befunden. Da es sich um den ersten Flugabschnitt eines längeren Fluges gehandelt habe, hatte sich das Landegewicht der Maschine nahe der Obergrenze befunden (63,5 Tonnen bei einer Obergrenze von 64,5 Tonnen). Bedingt durch den Tropischen Sturm Alma sei die Landebahn feucht gewesen.
Im Jahr 2017 erhielt die Redaktion des Aviation Herald ein Exemplar des Unfallberichts. Die Zivilluftfahrtbehörde kam zu dem Schluss, dass die Ursache des Unfalls die unangemessene Entscheidung der Flugbesatzung gewesen sei, eine Landung durchzuführen, obwohl der Zustand der Landebahn dabei nicht berücksichtigt wurde. Das Fehlen von Drainagerillen auf der Landebahn sowie die Landung des Flugzeugs mit einer hohen Geschwindigkeit von 160 Knoten (180 mph; 300 km/h) hätten ebenfalls zum Unfall beigetragen.